# Passiflora alata
Passiflora alata là một loài thực vật có hoa trong họ Lạc tiên. Loài này được Curtis mô tả khoa học đầu tiên năm 1788.